# Rosario Martínez
Rosario Martínez (Santa Lucía, Canelones, 3 de septiembre de 1957-22 de abril de 2021) fue un entrenador de fútbol uruguayo.

## Biografía
Fue ayudante técnico y dirigió como entrenador a clubes como Danubio, Bella Vista, Racing, Liverpool y Fénix, entre otros equipos.
Falleció a los 63 años, producto de un infarto fulminante.

## Trayectoria
| Club                     | País      | Empleo               | Año       |
| ------------------------ | --------- | -------------------- | --------- |
| Wanderers de Santa Lucía | Uruguay   | Entrenador           | 1990      |
| El Tanque Sisley         | Uruguay   | Ayudante Técnico     | 1990      |
| Atlético Florida         | Uruguay   | Entrenador           | 1991      |
| Salus                    | Uruguay   | Entrenador           | 1991      |
| Danubio                  | Uruguay   | Entrenador Juveniles | 1992      |
| Bella Vista              | Uruguay   | 2° Entrenador        | 1993      |
| Olmedo                   | Ecuador   | Entrenador           | 1994-1995 |
| Xelajú                   | Guatemala | Entrenador           | 1996      |
| Nacional                 | Uruguay   | 2° Entrenador        | 1997      |
| Progreso                 | Uruguay   | Entrenador           | 1998      |
| Independiente Petrolero  | Bolivia   | Entrenador           | 1999      |
| Real Santa Cruz          | Bolivia   | Entrenador           | 2000      |
| Real Potosí              | Bolivia   | Entrenador           | 2001      |
| Guabirá                  | Bolivia   | Entrenador           | 2002      |
| Olmedo                   | Ecuador   | Entrenador           | 2003      |
| Real Potosí              | Bolivia   | Entrenador           | 2004      |
| Universidad Católica     | Ecuador   | Entrenador           | 2005      |
| Peñarol                  | Uruguay   | Ayudante Técnico     | 2006-2007 |
| Fénix                    | Uruguay   | Entrenador           | 2009-2012 |
| Racing Club              | Uruguay   | Entrenador           | 2013      |
| Fénix                    | Uruguay   | Entrenador           | 2014-2016 |
| Liverpool                | Uruguay   | Entrenador           | 2017      |
| Rampla Juniors           | Uruguay   | Entrenador           | 2019      |

## Reconocimientos
- 2010 – 2011: Mejor Entrenador de la Temporada (Fútbol x 100 .Diario El Observador. Elección realizada por cien periodistas deportivos del Uruguay).
- 2011 – 2012: Mejor Entrenador de la Temporada (Fútbol x 100 .Diario El Observador. Elección realizada por cien periodistas deportivos del Uruguay).

## Cursos realizados
- 1993: Entrenador de Fútbol: I.S.E.F
- 1994: Curso F.i.F.A.: Carlos Pachame
- 1995: Curso F.i.F.A.: Enzo Trossero
- 1996:Curso F.i.F.A.: Miljan Miljanic
- 1997: Curso de Fútbol de Alto Nivel: Parreira, Zagallo (Porto Alegre, Brasil)
- 1999: Curso F.i.F.A.: Pedro Morales
- 2001: Seminario de Fútbol: Carlos S. Bilardo (Carmelo Uruguay)
- 2002: Curso de metodología y entrenamiento: Alejandro Kohan y Gabriel Molnar
- 2002: Congreso Técnico-Táctico del Fútbol Uruguayo: Ondino Viera
- 2004: Primer Posgrado en técnica y táctica de Fútbol: Sergio Markarian, Gerardo Pelusso
- 2007: Simposio de Ciencia y Tecnología aplicada al Fútbol: Aníbal Ruiz, Oscar W. Tabarez